# Непчани крајник
Непчани крајник (лат. tonsilla palatina) је парни лимфоидно-епителни орган који је смештен на бочном зиду ждрелног сужења у тзв. крајничкој јами. Састављен је из великог броја лимфних чворића које прекрива епител. Најизраженији је у периду од 4. до 16. године живота, а након тога постепено атрофира. Има облик бадема и веома промењиве димензије, јер су крајници често увећани код запаљењских процеса различите етиологије.
Спољашња страна крајника је прекривена подслузокожним слојем ждрела и прислоњена је уз бочни зид орофаринкса, односно уз образно-ждрелни део мишића горњег констриктора ждрела. Унутрашња страна је окренута према лумену ждрела и може да се уочи при јаче отвореним устима. Она је неравна, односно прекривена крајничким јамицама.
Артерије непчаних крајника потичу из усходне непчане, језичне, усходне ждрелне и малих непчаних артерија. Вене се уливају у ждрелне вене, птеригоидни сплет и спољашњу непчану вену. У оживчавању крајника учествују гране језично-ждрелног живца, језичног живца и малих непчаних живаца.
Оперативни поступак којим се потпуно уклањају непчани крајници се назива тонзилектомија, док се њихово делимично уклањање означава као тонзилотомија.